# کیم یه جون
کیم یه جون (کره‌ای: 김예준؛ زادهٔ ۲۸ آوریل ۲۰۰۷) بازیگر اهل کره جنوبی است. او به خاطر ایفای نقش در میسنگ: زندگی ناتمام، پری وزنه‌برداری کیم بوک‌جو، شورشی: دزدی که از مردم می‌دزدد و سرگذشت آسدال شناخته می‌شود.

## فیلم‌شناسی

### فیلم
| سال  | عنوان             | نقش             | منابع |
| ---- | ----------------- | --------------- | ----- |
| ۲۰۱۵ | منتخب: غار ممنوعه | جوانی جین میونگ |       |
| ۲۰۱۵ | ببر               | جوانی سوک       | [ ۲ ] |
| ۲۰۱۵ | جادوگر چوسان      | کودک راهنما     | [ ۲ ] |
| ۲۰۱۷ | یک روز            | چوی جی هو       | [ ۲ ] |
| ۲۰۱۷ | یک روز            | هارو            | [ ۲ ] |

### مجموعه تلویزیونی
| سال  | عنوان                          | نقش                    | توضیحات | منابع       |
| ---- | ------------------------------ | ---------------------- | ------- | ----------- |
| 2014 | میسنگ: زندگی ناتمام            | جوانی جانگ گو ره       |         | [ ۲ ]       |
| ۲۰۱۵ | منو بکش، خلاصم کن              | جوانی اوه ری اون       |         |             |
| ۲۰۱۵ | تو کیستی: مدرسه ۲۰۱۵           | جوانی گونگ ته کوانگ    |         |             |
| ۲۰۱۵ | مامان                          | جوانی کیم کانگ جه      |         |             |
| ۲۰۱۵ | شش اژدهای پرنده                | جوانی یی بانگ وون      |         |             |
| ۲۰۱۶ | تحت تعقیب                      | کیم هان سول            |         |             |
| ۲۰۱۶ | پری وزنه‌برداری کیم بوک‌جو       | جوانی جونگ جون هیونگ   |         | [ ۲ ] [ ۳ ] |
| ۲۰۱۷ | شورشی: دزدی که از مردم می‌دزدد  | جوانی جو سو هاک        |         | [ ۲ ] [ ۴ ] |
| ۲۰۱۷ | شریک مشکوک                     | کیم جه هون             |         | [ ۲ ]       |
| ۲۰۱۷ | چرخه                           | جوانی کیم بوم گیون     |         |             |
| ۲۰۱۷ | سگ دیوانه                      | چوی جو وون             |         | [ ۲ ] [ ۵ ] |
| ۲۰۱۷ | اوه مرموز                      | جوانی اسکب             |         | [ ۲ ]       |
| ۲۰۱۸ | بیا غروب را تماشا کنیم         | هو سونگ گو             |         | [ ۶ ]       |
| ۲۰۱۸ | مادر مخفی                      | هان مین جون            |         | [ ۲ ] [ ۷ ] |
| ۲۰۱۹ | سرگذشت آسدال                   | جوانی اون‌سوم / سایا    |         | [ ۲ ] [ ۸ ] |
| ۲۰۱۹ | وقتی شیطان نامت را فرا می‌خواند | جوانی Luka Aleksijević |         |             |

### برنامه تلویزیونی
| سال  | عنوان                   | نقش        | توضیحات    | منابع         |
| ---- | ----------------------- | ---------- | ---------- | ------------- |
| ۲۰۲۲ | اند ادیشن – The Howling | شرکت کننده | جایگاه دهم | [ ۱۰ ] [ ۱۱ ] |